# Peter Del Monte
Peter Del Monte (San Francisco, Califòrnia; 29 de juliol de 1943 – Roma, 31 de maig de 2021) va ser un director de cinema i guionista italià. Ha dirigit 15 pel·lícules des de 1969. El seu treball Invitation au voyage va guanyar el premi a la millor contribució artística al 35è Festival Internacional de Cinema de Canes de 1982.

## Filmografia
- Fuoricampo (1969)
- Le parole a venire (1970)
- Le ultime lettere di Jacopo Ortis (1973)
- Irene, Irene (1975)
- L'altra donna (1980)
- Piso pisello (1982)
- Invitation au voyage (1982)
- Piccoli fuochi (1985)
- Júlia i Júlia (Giulia e Giulia) (1987)
- Etoile (1988)
- Tracce di vita amorosa (1990)
- Compagna di viaggio (1996)
- La ballata dei lavavetri (1998)
- Controvento (2000)
- Nelle tue mani (2007)
- No one Can Brush My Hair Like the Wind (Nessuno mi pettina bene come il vento) (2014)